# L'Attirail
L'Attirail est un groupe de musique français fondé en 1994, aux influences balkaniques, orientales, ska, rock et western.

## Biographie
Le groupe nait de la rencontre entre Jean-Stéphane Brosse (accordéon) et Xavier Demerliac (guitare).
Ils créent ensemble une musique acoustique imaginaire sans frontières et sans racines mais aux multiples influences : Nino Rota, Ennio Morricone, 3 Mustaphas 3, Les Négresses Vertes, Goran Bregović, Pascal Comelade, Les Pires.
En ce début des années 90, les musiques des pays de l’ancien bloc de l’Est sont encore peu connues et L’Attirail est, après Bratsch et Les Pires, un des groupes français pionniers dans le mélange est-ouest.
Plus décalé que ses grands frères, L'Attirail mélange avec humour frontières et géographies, cultures et sonorités. L'atmosphère créée par sa musique, en apparence simple, et en réalité complexe, est tout à fait propice à la dissociation en douceur de l'auditeur d'avec son socle, et son départ vers des contrées familières mais inconnues.
Après avoir écumé les bars parisiens, le groupe enregistre son premier album Musiques des préfectures autonomes au printemps 1996, suivi l’année suivante de Dancings des bouts du monde.
La notoriété du groupe décolle et les concerts suivent en France et en Allemagne.
C’est aussi le début du cinéma pour L’Attirail : Patrice Leconte utilise pour son film La Fille sur le pont le titre Nova Zagora et, en 1998, Émilie Deleuze propose au groupe de composer la musique de son premier long métrage.
Jean-Stéphane Brosse quitte le groupe début 1999 et Xavier Demerliac en reprend seul la direction.
Rencontrant Patrick Zelnik à l’été 1999 pour la sortie chez Naïve Records de la bande originale de Peau neuve, celui-ci lui propose alors de commercialiser le nouvel album du groupe ainsi que les deux suivants.
Cinéma ambulant sort donc chez Naïve fin 1999 et, fort de son succès, L’Attirail multiplie les concerts en 2000, notamment au Printemps de Bourges et à l’Olympia avec Emir Kusturica and The No Smoking Orchestra.
En 2008, L’Attirail cesse les concerts et se consacre exclusivement aux ciné-concerts dont le premier a lieu le 9 décembre 2008 dans l’ancien casino de Cannes sur le film Safety Last.
En 2009, après six albums à construire une Europe virtuelle allant de Paris à la mer noire et des Balkans à l'Asie centrale, le groupe enregistre une trilogie du Grand Ouest. On passe ainsi de l'Ouest originel (Wilderness) à l'Ouest sans foi ni loi (Wanted Men) et enfin à l'Ouest unifié (Wire Wheels).
Depuis La Route intérieure (2015) se dessine une synthèse des deux grandes périodes discographiques de L'Attirail, un pont naturel entre vieille Europe et Nouveau Monde. Dorénavant l’univers de L’Attirail est multifacettes, créant une musique toujours plus visuelle, avec les grands espaces et la connexion à la nature comme fil conducteur.
L’Attirail et CSB Productions produisent ensemble les œuvres du groupe depuis La part du hasard en 2017, et les clips réalisés par Ira Wiz participent pleinement à son univers musical.
Et bien sûr l’humour est resté dans cette nouvelle série de voyages oniriques, avec la complicité revigorante de Sidi Bemol, allant de différentes expériences nautiques dans le désert avec How To Swim In The Desert au développement mondial d’un réseau d’Honorables Correspondants du groupe.

## Musiciens

### Musiciens réguliers
- Xavier Demerliac (depuis 1994)
- Jean-Stéphane Brosse (1994-1999)
- Philippe Sirop (1995-2001)
- Jérôme Bensoussan (1995-2001)
- Stephen Harrison (1996-2001)
- Alice Guerlot-Kourouklis (1999-2001)
- Alexandre Michel (depuis 2001)
- Xavier Milhou (depuis 2001)
- Éric Laboulle (depuis 2002)
- Gilles Berthenet (2002-2007)
- Sébastien Palis (depuis 2008)
- Clément Robin (depuis 2009)
- Chadi Chouman (depuis 2009)

### Musiciens invités
- Marc Benham (piano)
- Sidi Bémol (voix)
- Frédéric Jouhannet (violons)
- Florence Hennequin (violoncelle)
- Nicolas Lelièvre (batterie)
- Florence Caillon (voix)
- Viviane Arnoux (accordéon)
- Jérémy Couraut (violon-esclop, saz)
- Jeanno Jory (saxophone)
- Florent Jedrzejewski (batterie)

## Discographie
- 1996 : Musiques des préfectures autonomes (Les Chantiers Sonores - Socadisc)
- 1997 : Dancings des bouts du monde (Les Chantiers Sonores - Socadisc)
- 1999 : Peau neuve, bande originale (Haut et Court - naïve)
- 1999 : Cinéma ambulant (Naïve)
- 2002 : La Bolchevita (Naïve)
- 2004 : La Bonne Aventure (Naïve)
- 2006 : Mon meilleur ami, bande originale (Fidélité - L’Autre Distribution)
- 2007 : Kara Deniz (L’Autre Distribution)
- 2009 : Wilderness (Les Chantiers Sonores - Socadisc)
- 2011 : Wanted Men (Les Chantiers Sonores - Socadisc)
- 2013 : Wire Wheels (Les Chantiers Sonores - Socadisc)
- 2015 : La route intérieure (Les Chantiers Sonores - Socadisc)
- 2017 : La part du hasard (CSB - L'Autre Distribution)
- 2018 : How to Swim in the Desert (CSB - L'Autre Distribution)
- 2020 : Footsteps in the Snow (CSB - L'Autre Distribution)
- 2022 : Road to Grasslands (CSB - L'Autre Distribution)
- 2023 : Honorables correspondants (CSB - L'Autre Distribution)
- 2025 : Chers revenants (CSB - Believe)

Musiques de spectacle
- 2003 : Milkday (Les Chantiers Sonores)

## Filmographie
- 1999 : Peau neuve, long métrage d’Émilie Deleuze
- 1999 : Charmants Voisins, long métrage de Claudio Tonetti
- 2006 : Mon meilleur ami, long métrage de Patrice Leconte
- 2013 : Tout est permis, long métrage d’Émilie Deleuze

Utilisations cinéma
- 1998 : La Fille sur le pont de Patrice Leconte : Nova Zagora
- 2007 : La Maison de Manuel Poirier : Omar en moto
- 2011 : Voir la mer de Patrice Leconte : Zavodvalz
- 2013 : Eyjafjallajökull d’Alexandre Coffre : Speed 17
- 2014 : My Sweet Pepper Land d’Hiner Saleem : Goosebumps (End of Something), No Ghost of a Chance (Have or Have Not), Edge of the Evening
- 2015 : Taxi Téhéran de Jafar Panahi : Torpedo-Beard (Bande annonce)
- 2 018 : Qui a tué Lady Winsley ? d'Hiner Saleem : L'envolée du chapeau mou, Baba Zastava, Alliksaar Gare

## Ciné-concerts
- 2008 : Safety Last
- 2011 : The Strong Man
- 2012 : Le Plein de super, Le Fantôme de l'opéra
- 2013 : L'Éventail de Lady Windermere
- 2014 : The Lodger
- 2015 : The Freshman
- 2017 : In the Land of the Head Hunters
- 2018 : Trois Sublimes Canailles
- 2020 : Grass: A Nation's Battle for Life
- 2022 : Le Monde perdu (film, 1925)
- 2025 : South (film, 1919)

## Distinctions
- Représentant de la France au WOMEX 2004

## Radio
- Enregistrement d’un live à la radio WDR à Bielefeld en janvier 1999.
- Wanted Men sélection FIP (2011)
- Enregistrement d’un live à FIP  10 janvier 2011
- Footsteps in the Snow sélection FIP (2020)
- Transglobal World Music Chart (40 meilleurs albums 2020-2021)
- Transglobal World Music Chart (100 meilleurs albums 2023-2024)

## Sources
(septembre 2014).
- Les Inrockuptibles, Benoît Sabatier, 24 juillet 1996
- Luz, Charlie Hebdo, 17 novembre 1999
- Télérama, Éliane Azoulay, 15 avril 2000
- Le Monde, Patrick Labesse, 23 avril 2000
- Vibrations, Philippe Robert, août 2002
- Le Monde, Patrick Labesse, 15 juin 2002
- Zurban, 17 novembre 2004
- Bouziane Daoudi, Libération, 19 novembre 2004
- Vibrations, Thomas Portier, novembre 2004
- Vibrations, Sandrine Teixido, décembre 2004
- Évène-Musique, Roland Hélié, février 2010
- Mondomix, mars 2010